# Parafia św. Jadwigi w Ziemięcicach
Parafia św. Jadwigi w Ziemięcicach – parafia należąca do diecezji gliwickiej (dekanat Pyskowice).

## Msze święte
- w niedziele i święta: (18.00), 8.00, 11.00
- w dni powszednie: 18.00
- w czasie wakacyjnym: 8.30

## Ulice należące do parafii
Ziemięcice: Kościelna, Łączna, Mikulczycka, Młyńska, Polna, Słoneczna, Szkolna, Średnia, Wiejska, Żniwna.
Przezchlebie: Dworcowa, Jelina, Leśna, Łączna, Mikulczycka, Stawowa, Szkolna, Wodna, Zielona.
Świętoszowice: Cegielniana, Dolna, Gliwicka, Mikulczycka.

## Wieczysta adoracja
10 stycznia

## Odpusty
- w kościele parafialnym: 16 października (najbliższa niedziela).
- w kaplicy pw. św. Antoniego w Przezchlebiu: 13 czerwca (najbliższa niedziela).